# Телекоттедж
Телекоттедж — специально оборудованное помещение, как правило, в сельской местности, созданное для решения задачи обеспечения жителей удалённых деревень и посёлков высокими технологиями.
Как правило, телекоттедж оборудован компьютерами, качественным цветным принтером, копировальным аппаратом, предоставляет доступ в Интернет, возможность конференц-связи и т. д.
Телекоттеджи задействованы в местных образовательных программах и процессах, помогают решать производственные задачи и т. п., а также могут служить рабочими местами для ряда внештатных сотрудников, работающих удалённо.
Возникнув в Скандинавии, телекоттеджи постепенно распространились в Ирландии, Франции, Венгрии, Англии, Уэльсе и Шотландии, Испании и Германии.
В Великобритании на данный момент существует более двухсот телекоттеджей. В России аналоги телекоттеджей — пункты коллективного доступа в сельской местности начали создаваться с 2005 года. Размещаются такие объекты при сельских администрациях, почтах, школах. Однако развитие технологий мобильного интернета и его доступность даже в сельской местности снизило востребованность указанных услуг.
В настоящее время существуют образовательные программы, созданные специально для прохождения дистанционного обучения с использованием телекоттеджей.